# Ine Marie Eriksen Søreide
Ine Marie Eriksen Søreide (Lørenskog, 2 maggio 1976) è una politica norvegese.
È stata  Ministra della Difesa dal 16 ottobre 2013 al 20 ottobre 2017 nel Governo Solberg e Ministra degli Affari Esteri dal 20 ottobre 2017. È la prima donna a ricoprire questo incarico.

## Biografia
Nata a Lørenskog, Søreide si è laureata in giurisprudenza all'Università di Tromsø ed è entrata nello stesso periodo a far parte del Partito Conservatore occupandosi di politica locale. Nel 2000 è diventata membro del Comitato esecutivo centrale del partito conservatore e dal 2000 al 2004 presidente dei giovani conservatori norvegesi. 
Eriksen Søreide ha iniziato a lavorare come produttrice presso Metropol TV, è stata anche eletta Deputy Member dello Storting per Oslo. Dopo la chiusura di Metropol, Søreide è entrata a far parte dello studio legale Grette come tirocinante. 
È stata eletta per la prima volta allo Storting, il parlamento norvegese, nel 2001. È stata rieletta nel 2005, 2009, 2013 e 2017. 
Dopo le elezioni parlamentari del 2013, è entrata nel Primo Governo Solberg come Ministro della Difesa. In seguito alle elezioni del 2013 è stata nominata Ministra degli Affari Esteri nel Secondo Governo Solberg.